# 大学スポーツ協会
一般社団法人大学スポーツ協会（だいがくスポーツきょうかい）は、2019年3月に発足した日本の大学スポーツを統括する団体。略称：UNIVAS（ユニバス）。

## 概説
文部科学省とスポーツ庁は全米大学体育協会（NCAA）の日本版の創設を推進し、2018年10月22日に正式名称が決定した。
2019年1月には同協会が加盟団体を募集。3月に設立総会を開く。

## 設立時役員
以下は、2021年5月28日現在の役員一覧。
| 役職             | 名前       | 略歴                               |
| ---------------- | ---------- | ---------------------------------- |
| 会長（代表理事） | 福原紀彦   | 中央大学 学長                      |
| 副会長           | 有森裕子   | スペシャルオリンピックス日本理事長 |
| 副会長           | 川原貴     | 日本臨床スポーツ医学会理事長       |
| 専務理事         | 池田敦司   | 仙台大学教授                       |
| 常務理事         | 筱﨑隆広   | （株）メルカリ社外監査役           |
| 監事             | 生田圭     | 弁護士                             |
| 監事             | 大塚則子   | 公認会計士                         |
| 顧問             | 川淵三郎   | 日本トップリーグ連携機構会長       |
| 顧問             | 小宮山宏   | （株）三菱総合研究所理事長         |
| 顧問             | 松浪健四郎 | 全国体育スポーツ系大学協議会会長   |

## 主な不参加大学
- 関西学院大学
- 京都大学
- 慶應義塾大学
- 筑波大学
- 東京大学
- 同志社大学
- 日本大学
- 明治大学

2021年2月時点で、加盟校は短大を含め220である。
筑波大学は、学連やさらに上の競技団体が正会員として加わっており協会は各大学の集まりで運営されるという形にならないのではないかという点などから参加を見送った。

## 加盟団体
中央競技団体として、陸上やサッカー、体操、自転車競技、卓球、バドミントン、剣道、スケートなどがUNIVASに未加盟である。

### 中央競技団体
- 一般財団法人少林寺拳法連盟
- 全日本学生アーチェリー連盟
- 全日本学生カヌー連盟
- 一般社団法人全日本学生空手道連盟
- 一般社団法人全日本学生柔道連盟
- 公益社団法人全日本学生スキー連盟
- 全日本学生テニス連盟
- 全日本学生ハンドボール連盟
- 全日本大学ソフトボール連盟
- 一般財団法人全日本大学バスケットボール連盟
- 一般財団法人全日本大学バレーボール連盟
- 公益財団法人全日本大学野球連盟
- 公益財団法人全日本なぎなた連盟
- 公益社団法人日本アメリカンフットボール協会
- 全日本学生レスリング連盟

- 公益社団法人日本ウエイトリフティング協会
- 公益社団法人日本オリエンテーリング協会
- 公益財団法人日本学生航空連盟
- 日本学生ゴルフ連盟
- 一般社団法人日本学生サーフィン連盟
- 日本学生ソフトテニス連盟
- 日本学生ホッケー連盟
- 日本学生ライフル射撃連盟
- 公益財団法人日本水泳連盟
- 一般社団法人日本スポーツチャンバラ学生連盟
- 公益社団法人日本トライアスロン連合
- 公益財団法人日本馬術連盟
- 一般社団法人日本フライングディスク協会
- 公益社団法人日本ボクシング連盟
- 公益財団法人日本ラグビーフットボール協会
- 公益社団法人日本ローイング協会

### 連携会員
- 一般社団法人日本拳法競技連盟
- 一般社団法人日本オーストラリアンフットボール協会

- 一般社団法人日本ラクロス協会

## UNIVAS CUP
UNIVASでは国民スポーツ大会の大学版であるUNIVAS CUP（ユニバスカップ）を2019年6月に開始。加盟団体が主催する大会を対象に大学対抗で行い、総合優勝を争う。

### 指定大会
- 全日本大学野球選手権大会（野球）
- 全日本学生アーチェリー王座決定戦（アーチェリー）
- 日本U23トライアスロン選手権（トライアスロン）
- 全日本大学対抗ソフトテニス選手権大会（ソフトテニス）
- 全日本学生テニス選手権大会（テニス）
- 全日本学生なぎなた選手権大会（なぎなた）
- 全日本学生カヌースプリント選手権大会（カヌー）
- 全日本学生馬術大会 (馬術)
- 全日本学生レスリング選手権大会（レスリング）
- 全日本大学ソフトボール選手権大会（ソフトボール）
- 全日本大学ローイング選手権大会（ローイング）
- 日本学生選手権水泳競技大会（水泳）
- 全日本大学アルティメット選手権大会（アルティメット）
- 全日本学生柔道体重別選手権大会（柔道）
- 全日本学生スポーツ射撃選手権大会（射撃）
- 全日本学生サーフィン選手権秋季大会（サーフィン）
- 全日本学生ホッケー選手権大会（ホッケー）

- 全国大学/女子大学ゴルフ対抗戦（ゴルフ）
- 少林寺拳法全日本学生大会（少林寺拳法）
- 全日本学生ハンドボール選手権大会（ハンドボール）
- 日本学生オリエンテーリング選手権（オリエンテーリング）
- 全日本大学空手道選手権大会（空手）
- 全日本大学対抗（女子）ウエイトリフティング選手権大会（ウエイトリフティング）
- 全日本バレーボール大学男女選手権大会（バレーボール）
- 全国大学ラグビーフットボール選手権大会（ラグビー）
- 全日本大学バスケットボール選手権大会（バスケットボール）
- 全日本学生スポーツチャンバラ選手権大会（スポーツチャンバラ）
- 全日本大学ボクシング王座決定戦（ボクシング）
- 全日本学生スキー選手権大会（スキー）
- 全日本学生グライダー競技大会（グライダー）
- 全日本大学アメリカンフットボール選手権大会（アメフト）

### 歴代総合優勝校
- 2019–20：早稲田大学
- 2020–21：早稲田大学
- 2021–22：早稲田大学
- 2022–23：早稲田大学
- 2023–24：早稲田大学